# Szkoła tłumaczy w Toledo

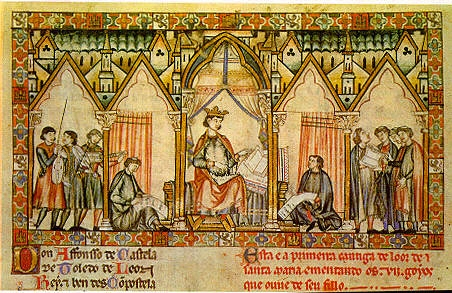
Miniatura z XIII-wiecznego dzieła Las Siete Partidas przedstawiająca Alfonsa X Mądrego z uczniami

Szkoła tłumaczy w Toledo (hiszp. Escuela de Traductores de Toledo) – grupa uczonych reprezentujących trzy wyznania: chrześcijaństwo, islam oraz judaizm, którzy współpracowali ze sobą na przełomie XII i XIII wieku w Toledo, stanowiącym wówczas ważny ośrodek nauki muzułmańskiej. Szkoła ta, istniejąca w latach 1135–1284, powstała z inicjatywy arcybiskupa Rajmunda I de Sauvetât. Tłumacze przełożyli na łacinę i hiszpański (kastylijski) wiele rękopisów. Przetłumaczono na łacinę nie tylko wszystkie dzieła Arystotelesa dostępne w języku arabskim, ale również liczne dzieła filozofów i uczonych muzułmańskich i żydowskich, takich jak Awicenna, Al-Ghazali, Awicebron. Dzięki tym tłumaczeniom dorobek autorów arabskich, a za ich pośrednictwem również uczonych starożytnych, stał się dostępny dla cywilizacji zachodniej.

## Tło historyczne
W 1043 roku rządy nad muzułmańskim taifatem Toledo przypadły arabskiemu władcy Al-Mamunowi. W ciągu swojego długiego panowania sprowadził do miasta wielu artystów oraz intelektualistów. Prowadził również zaciętą rywalizację z Sewillą Abbadytów (Abbadydów).
Sceną polityczną półwyspu w latach 1065–1066 wstrząsnęła śmierć Ferdynanda I Wielkiego, który po zjednoczeniu dwóch królestw chrześcijańskich na mocy swego testamentu ponownie je podzielił. Jego najstarszy syn, Sancho, otrzymał w spadku Kastylię, Alfons Królestwo Leonu, zaś najmłodszy Garcia – Galicję. Po śmierci ojca bracia zaczęli walczyć ze sobą, często sprzymierzając się z królestwami muzułmańskimi. Dwaj najstarsi bracia zawarli krótkie przymierze, mające na celu pozbawienie najmłodszego brata Galicji, jednak wkrótce Sancho zwrócił się przeciw Alfonsowi i pokonał jego wojska. Alfons udał się na wygnanie i schronił się przed bratem w taifacie Toledo, którym władał Yahya ibn Ismail al-Mamun (zm. 1075). Wcześniej pokonany Garcia udał się na wygnanie do muzułmańskiego królestwa Sewilli, będącego pod panowaniem Abbadytów. Rok później Sancho został zamordowany podczas tłumienia buntu w mieście Zamora. W 1075 roku również chroniący wcześniej Alfonsa Al-Mamun z Toledo padł ofiarą zdrady, co wywołało powstanie w mieście i okres krwawych zamieszek w walce o władzę. Wtedy wnuk Al-Mamuna, zwany Al-Kadar, zwrócił się z prośbą o wsparcie do Alfonsa, który był już królem zjednoczonych Kastylii i Leonu. Ojciec Alfonsa, Ferdynand, przyjmował przez wiele lat hołd od Toledo w zamian za ochronę przed muzułmańskimi rywalami.
Alfons za pomoc zażądał wygórowanej ceny, a Al-Kadar stał się marionetką w rękach swego protektora. W 1084 prawdopodobnie uznał, że nie utrzyma dłużej Toledo i zaproponował oddanie Alfonsowi bezpośredniego panowania nad swoim taifatem w zamian za pomoc w ucieczce do Walencji. Wrogowie Al-Kadera nie chcieli jednak oddać miasta, w związku z czym nastąpiło oblężenie. W 1085 roku Alfons VI wkroczył do Toledo jako jego władca. Wkrótce uczynił Toledo stolicą swego królestwa i dla miasta rozpoczął się okres rozkwitu. 
Alfons, który mieszkał w Toledo, gdy było ono jeszcze stolicą taifatu, pozostawił je miastem otwartym, podczas gdy niektóre z dawnych taifatów pod panowaniem przybyłych z Afryki Almorawidów zaczęły okazywać wrogość zamieszkującym tam od wieków Żydom i chrześcijanom, w związku z tym wielu z nich uciekło właśnie do Toledo. W 1088 roku Toledo stało się główną siedzibą Kościoła katolickiego na Półwyspie Iberyjskim. Bogata spuścizna arabsko-islamska, którą zastali w Toledo nowi przybysze, była kultywowana również dzięki wsparciu pozostałych w mieście muzułmanów (Alfons nie zamknął tamtejszego meczetu). Dzięki rządom Alfonsa VI Toledo stało się intelektualną stolicą Europy oraz miastem chrześcijańskim, w którym arabski pozostał nadal językiem kultury i nauki. Miasto posiadało zasobne biblioteki, począwszy od czasów Umajjadów zbiory powiększono, potem zostały również wzbogacone przez chrześcijańskich królów Kastylii. 

## Szkoła Tłumaczy
Arcybiskup Toledo Rajmund nadał instytucjom powstałym po śmierci Alfonsa VI wokół tych bibliotek nieoficjalną nazwę Szkoły Tłumaczy. W tym okresie, poza samym arcybiskupem Rajmundem, który kierował zespołem, działali tu m.in. Gerard z Kremony, Jan z Sewilli, Rudolf z Brugii, Dominicus Gundissalinus, Michał Szkot i Herman Niemiec.
Po śmierci arcybiskupa Rajmunda działalność szkoły znacznie się ograniczyła, ale nadal była kontynuowana. W tym czasie działali m.in. Marek z Toledo, Alfred Anglik, Jan z Toledo i Herman Niemiec.

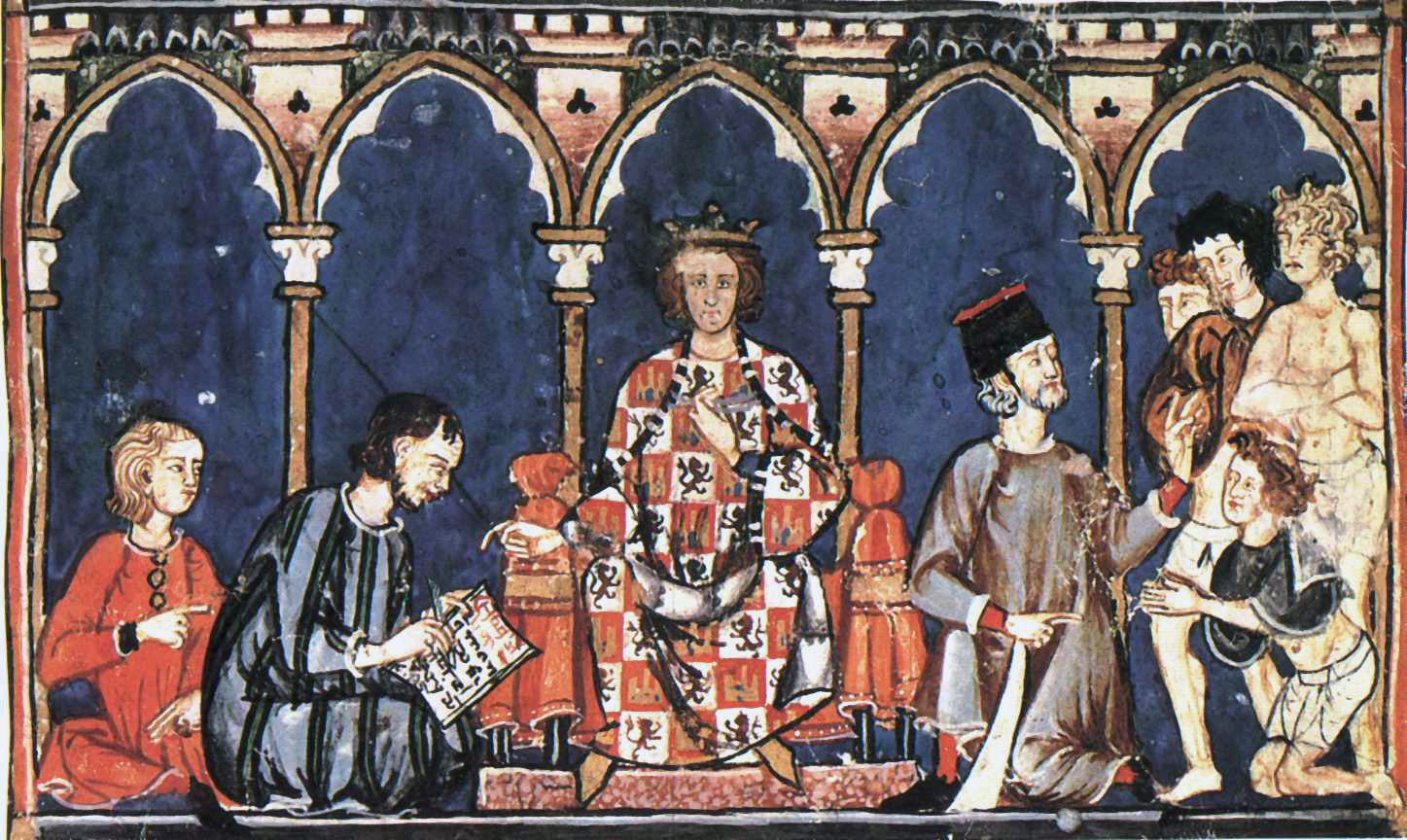
Alfons X i jego dwór

Drugim okresem rozwoju szkoły w Toledo był okres panowania Alfonsa X Mądrego (XIII w.). Księgi tłumaczono docelowo na język kastylijski, a nie na łacinę jak poprzednio, co wynikało z tworzenia się podstaw współczesnego języka hiszpańskiego. Za czasów Alfonsa X język hiszpański (kastylijski) zaczął zastępować wcześniej panującą łacinę. Alfons X zwołał kolegium wybitnych astronomów, które stworzyło Tablice alfonsyńskie (Tablas alfonsíes), dotyczące konstelacji gwiezdnych i ruchów gwiazd na podstawie wcześniejszych Tablic toledańskich. 
W okresie tym w formie parafrazy powstały pierwsze obszerne tłumaczenia Pisma Świętego na średniowieczny kastylijski: Biblia Prealfonsina przechowywana w klasztorze Escorial oraz Biblia Alfonsina ukończona w 1280.

## Dorobek
Szkoła w Toledo stanowiła istotny ośrodek życia intelektualnego w średniowieczu. Obok Sycylii była głównym źródłem przekładów tekstów arabskich i żydowskich dla filozofów łacińskiego Zachodu. Stąd filozofia muzułmańska i żydowska promieniowały na zachodnioeuropejską filozofię średniowieczną. Liczne przekłady dzieł dzieł starożytnych dokonane przez tłumaczy z Toledo ufundowały podstawy pod renesans XII wieku. Ponowna recepcja wielu starożytnych tekstów filozoficznych, wyraźnie wpłynęła na rozwój tematyki i metodologii filozofii i innych nauk.

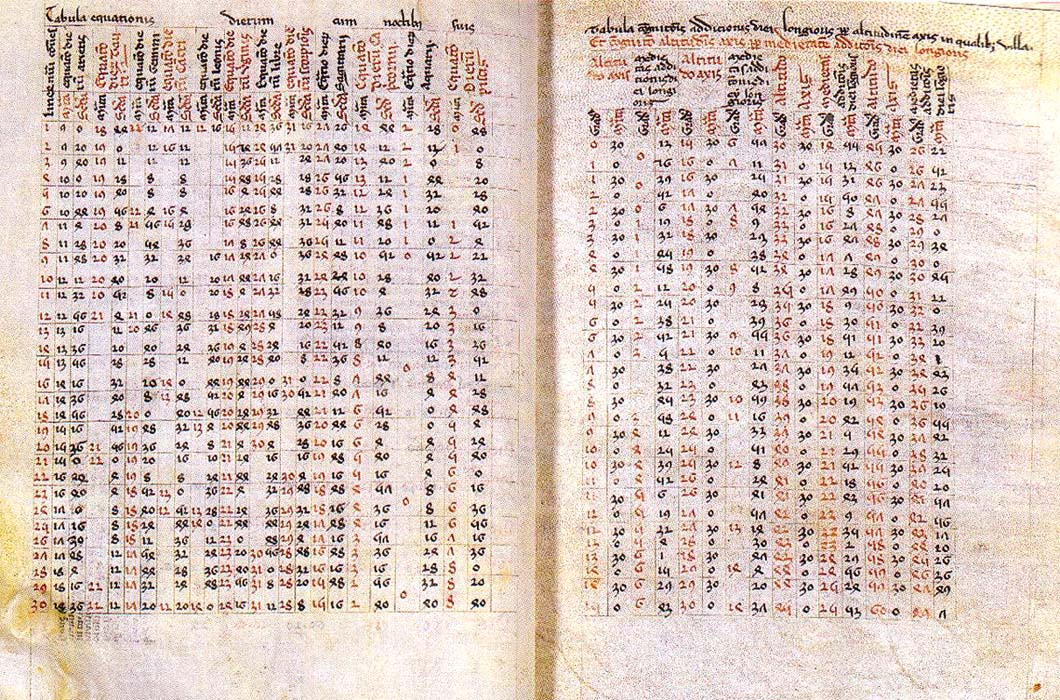
Tablice alfonsyńskie

W 1080 r. ukazały się Tablice toledańskie – tablice astronomiczne opracowane przez uczonych hiszpańskich i arabskich, zawierające m.in. tabele z formułami, za pomocą których można było wyznaczyć położenie planet na nieboskłonie w dowolnym dniu. W wiekach późniejszych podobne tablice były wykorzystywane w nawigacji morskiej. Najsłynniejsze Tablice alfonsyńskie, wzorowane na arabskich Tablicach toledańskich, kazał przygotować król Kastylii Alfons X (opracowane przez J. ben Mose oraz I. ibn Sida). W czasach druku, w kolejnych wydaniach upowszechniły się w całej Europie. Korzystał z nich także Mikołaj Kopernik – z Italii przywiózł wydanie weneckie z 1492 roku. 
Gerard z Kremony był najprężniej działającym tłumaczem szkoły toledańskiej. Przetłumaczył m.in.:
- Canon medicinae Awicenny;
- At-Tasrif Albucasisa;
- Fizykę, Analityki wtóre i O niebie Arystotelesa;
- De scientiis Al-Farabiego;
- Almagest Ptolemeusza.

Wprowadził również do Europy cyfry arabskie. Z jego przekładów pochodzi nazwa funkcji trygonometrycznej "sinus".
Michał Szkot przetłumaczył z arabskiego na łacinę teksty Arystotelesa wraz z komentarzami arabskimi, spędził w Toledo kilka lat swojego życia.
Inni znani tłumacze to Jan z Toledo, Alfred z Sareshel, Hermannus Alemannus, Rudolf z Bruges i Dominicus Gundissalinus.